# Strashimirit
Strashimirit (IMA-Symbol Ssh) ist ein eher selten vorkommendes Mineral aus der Mineralklasse der „Phosphate, Arsenate und Vanadate“ mit der chemischen Zusammensetzung Cu4[OH|AsO4]2·2,5H2O und damit chemisch gesehen ein wasserhaltiges Kupfer-Arsenat mit zusätzlichen Hydroxidionen.
Strashimirit kristallisiert im monoklinen Kristallsystem und entwickelt dünntafelige bis faserige Kristalle bis etwa vier Millimeter Größe. Typischerweise findet sich das Mineral aber in Form von radialstrahligen bis kugeligen Mineral-Aggregaten von bis zu einem Zentimeter Durchmesser sowie krustigen Überzügen. Auch Pseudomorphosen von Strashimirit nach Tirolit oder Cornwallit sind bekannt. Das durchscheinende Mineral ist von weißer bis blassgrüner Farbe, hat eine weiße Strichfarbe und zeigt auf den Oberflächen einen permutt- bis fettähnlichen Glanz.

## Etymologie und Geschichte
Entdeckt wurde Strashimirit erstmals 1960 in der in der Oxidationszone der Kupferlagerstätte Zapachitsa bei Bov in der Gemeinde Swoge westlich des Balkangebirges (russisch Стара планина oder Стара планине) in der bulgarischen Oblast Sofia. Die Analyse und Erstbeschreibung erfolgte durch J. Mintschewa-Stefanowa, die das Mineral nach dem bulgarischen Geologen, Petrographen und ehemaligen Mitglied der der Bulgarischen Akademie der Wissenschaften Straschimir Georgijew Dimitrow (russisch Страшимир Георгиев Димитров; 1892–1960) benannte.
Mintschewa-Stefanowa sandte ihre Untersuchungsergebnisse und den gewählten Namen 1967 zur Prüfung an die International Mineralogical Association (interne Eingangsnummer der IMA: 1967-025), die den Strashimirit als eigenständige Mineralart anerkannte. Die Erstbeschreibung wurde ein Jahr später im Fachmagazin Sapiski Wsessojusnogo Mineralogitscheskogo Obschtschestwa (russisch Записки Всесоюзного Минералогического Общества) veröffentlicht.
Das Typmaterial (Cotyp) des Minerals wird im Nationalen Historischen Museum (NHMSo) und der Universität für Bergbau und Geologie (UMGSo) aufbewahrt. Die jeweiligen Inventarnummern sind allerdings nicht dokumentiert.
In der russischen Originalbeschreibung wird das Mineral als Страшимирит bezeichnet. Bei korrekter Transkription aus dem Russischen ins Deutsche müsste der Name damit Straschimirit lauten, was 1974 auch in der 28. Liste der neuen Mineralnamen publiziert wurde. Diese Schreibweise setzte sich in Deutschen Fachkreisen allerdings nicht durch, das heißt, die deutschsprachigen Quellen stützen sich bis auf seltene Ausnahmen überwiegend auf die englische Übersetzung Strashimirite, wobei im Deutschen nur das im Englischen übliche ‚e‘ weggelassen wird.

## Klassifikation
Bereits in der veralteten 8. Auflage der Mineralsystematik nach Strunz gehörte der Strashimirit zur Mineralklasse der „Phosphate, Arsenate und Vanadate“ und dort zur Abteilung „Wasserhaltige Phosphate, Arsenate und Vanadate mit fremden Anionen“, wo er gemeinsam mit Euchroit, Legrandit, Nissonit und Spencerit in der Gruppe „Tagilit“ mit der Systemnummer VII/D.02 steht.
In der zuletzt 2018 überarbeiteten Lapis-Systematik nach Stefan Weiß, die formal auf der alten Systematik von Karl Hugo Strunz in der 8. Auflage basiert, erhielt das Mineral die System- und Mineralnummer VII/D.07-020. Dies entspricht ebenfalls der Abteilung „Wasserhaltige Phosphate, mit fremden Anionen“, wo Strashimirit zusammen mit Cloncurryit, Domerockit, Euchroit, Ianbruceit, Kovdorskit, Lapeyreit, Legrandit, Nevadait, Nissonit, Spencerit und Whitecapsit eine unbenannte Gruppe mit der Systemnummer VII/D.07 bildet.
Auch die von der IMA zuletzt 2009 aktualisierte 9. Auflage der Strunz’schen Mineralsystematik ordnet den Strashimirit in die Abteilung „Phosphate usw. mit zusätzlichen Anionen; mit H2O“ ein. Diese ist allerdings weiter unterteilt nach der relativen Größe der beteiligten Kationen und dem Stoffmengenverhältnis der zusätzlichen Anionen zum Phosphat-, Arsenat- beziehungsweise Vanadatkomplex (RO4). Das Mineral ist hier entsprechend seiner Zusammensetzung in der Unterabteilung „Mit ausschließlich mittelgroßen Kationen; (OH usw.) : RO4 = 1 : 1 und < 2 : 1“ zu finden, wo es als einziges Mitglied eine unbenannte Gruppe mit der Systemnummer 8.DC.12 bildet.
In der vorwiegend im englischen Sprachraum gebräuchlichen Systematik der Minerale nach Dana hat Strashimirit die System- und Mineralnummer 42.06.05.01. Das entspricht ebenfalls der Klasse der „Phosphate, Arsenate und Vanadate“ und dort der Abteilung „Wasserhaltige Phosphate etc., mit Hydroxyl oder Halogen“. Hier findet er sich innerhalb der Unterabteilung „Wasserhaltige Phosphate etc., mit Hydroxyl oder Halogen mit (AB)2(XO4)Zq × x(H2O)“ in der „Strashimiritgruppe“, in der auch Arhbarit und Attikait eingeordnet sind.

## Kristallstruktur
Strashimirit kristallisiert in der monoklinen Raumgruppe P2/m (Raumgruppen-Nr. 10), P2 (Nr. 3) oder Pm (Nr. 6) mit den Gitterparametern a = 9,71 Å; b = 18,85 Å; c = 8,94 Å und β = 97,2° sowie 6 Formeleinheiten pro Elementarzelle.

## Bildung und Fundorte

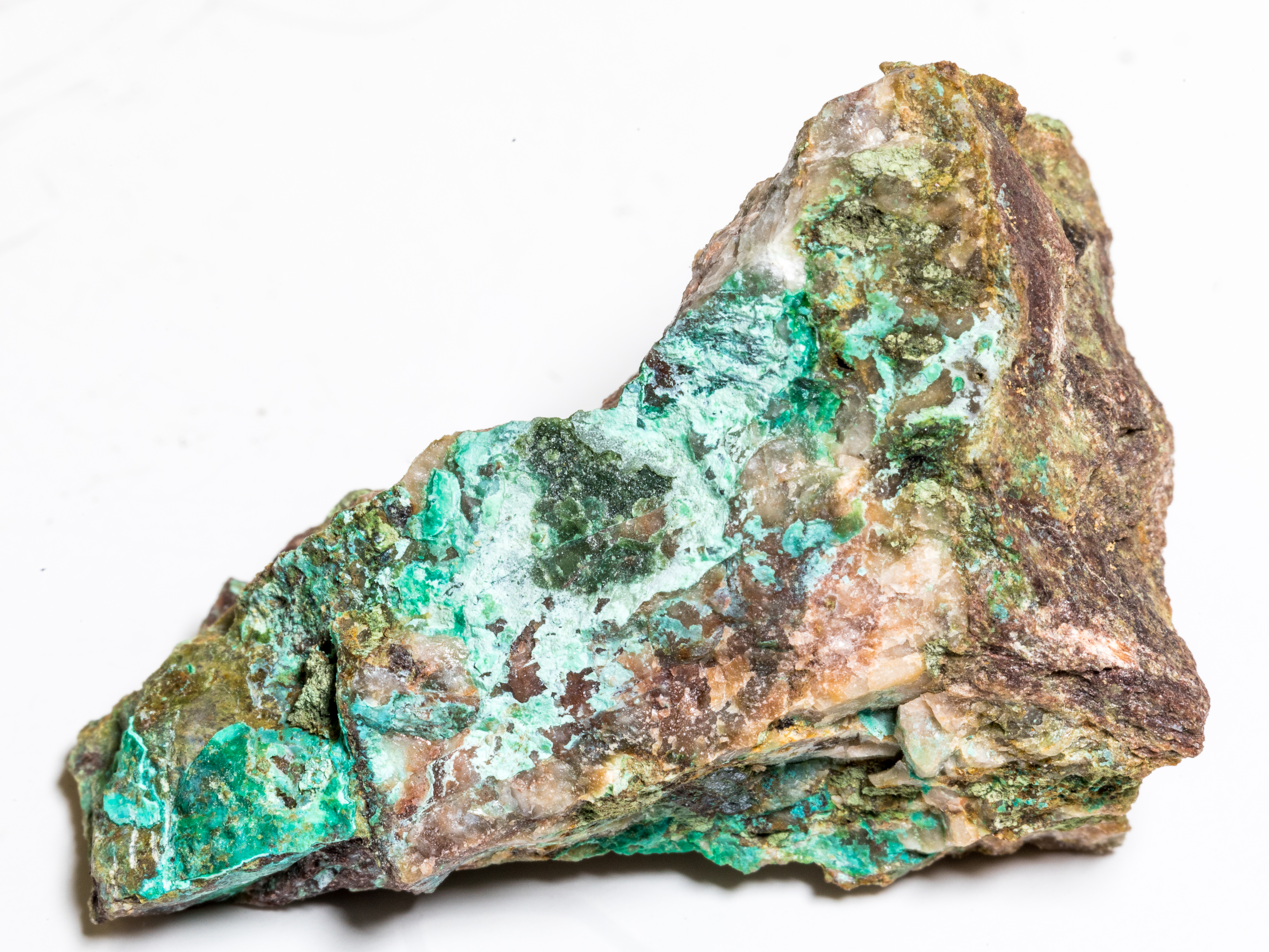
Strashimirit aus Novoveska Huta, Slowakei

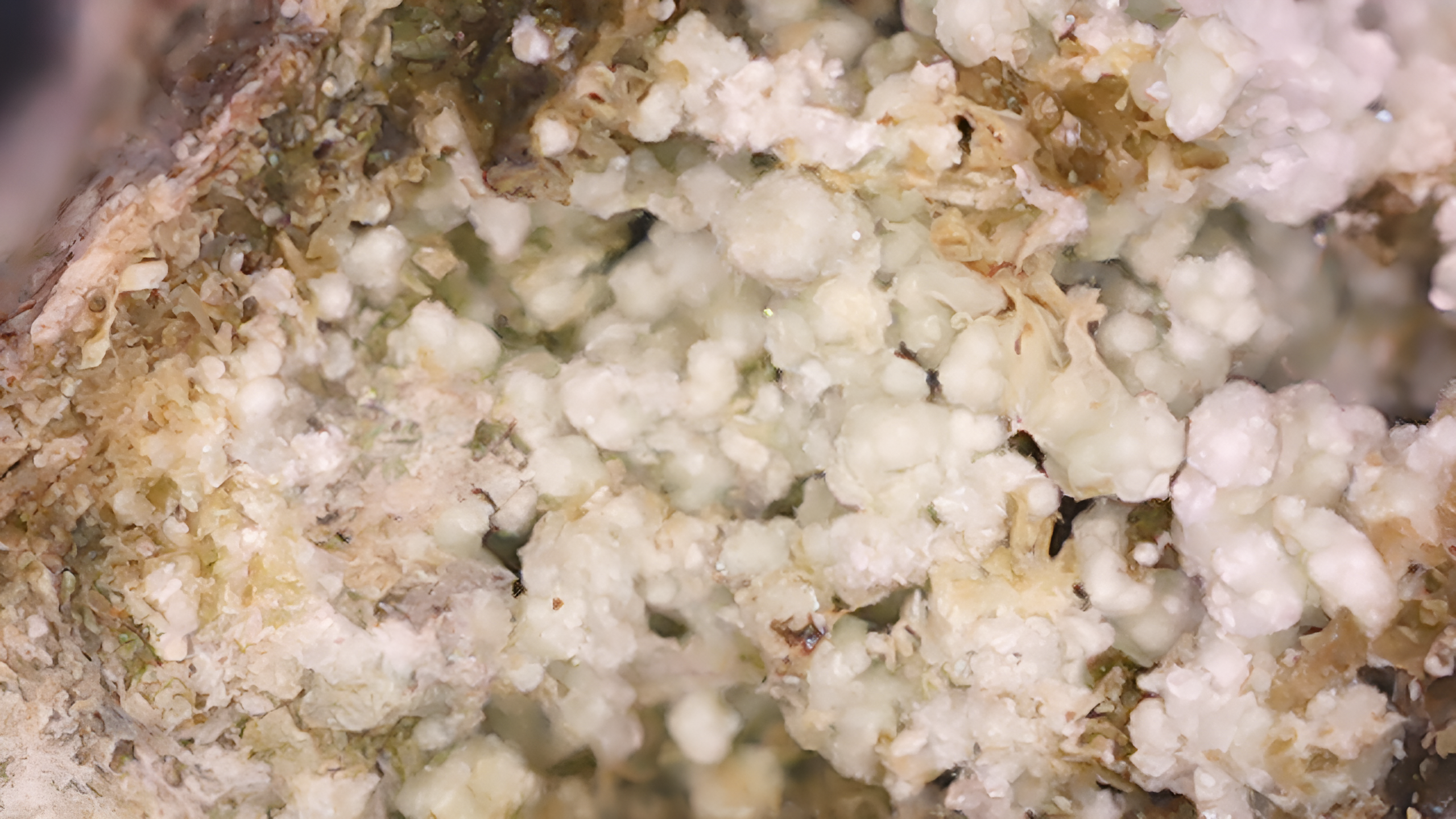
Seltener weißer Strashimirit aus der Nickelgrube Bolivia, Cottonwood Canyon, Churchill County, Nevada, USA

Strashimirit bildet sich sekundär in der Oxidationszone von kupfer- und arsenhaltigen Lagerstätten. Als Begleitminerale können unter anderem Arthurit, Azurit, Brochantit, Chalkophyllit, Chrysokoll, Cornwallit, Cyanotrichit, Euchroit, Goudeyit, Klinoklas, Malachit, Metazeunerit, Olivenit, Parnauit, Pharmakosiderit, Skorodit und Tirolit sowie Zinkolivenit und Limonit auftreten.
Als eher seltene Mineralbildung kann Strashimirit an verschiedenen Orten zum Teil zwar reichlich vorhanden sein, insgesamt ist er jedoch wenig verbreitet. Weltweit sind bisher rund 140 Vorkommen dokumentiert (Stand 2025). Außer an seiner Typlokalität in der Kupferlagerstätte Zapachitsa bei Bov trat das Mineral in Bulgarien noch in der nahe gelegenen Lagerstätte Venetsa etwa 2 km südlich von Gara/Lakatnik (ebenfalls Gemeinde Swoge, Oblast Sofia) sowie in der Grube Sedmochislenitsi (auch Sedmocislenici), einer polymetallischen Pb-Zn-Baryt-Fluorit-Lagerstätte, im Balkangebirge in der Oblast Wraza zutage.
In Deutschland konnte Strashimirit bisher unter anderem in der Kupfergrube Heidelwerk (auch Grube Schlächtenhaus) bei Schlächtenhaus, den Gruben Amalie, Maria Theresia und Ludwig-Heinrich-Gang nahe Grunern (Staufen im Breisgau), der Grube Anton und dem Moses Segen Schacht bei Wittichen sowie in mehreren Gruben wie z. B. Grube Clara im Ortenaukreis und im Landkreis Freudenstadt (Dorothea, Haus Württemberg, Neues Jahr) in Baden-Württemberg, am Hohenstein bei Reichenbach (Lautertal), in der Grube Bangertsheck bei Klein-Weinbach sowie im Richelsdorfer Gebirge bei Iba (Bebra) und Süß (Nentershausen) in Hessen, in der Silberhütte bei Altenau und dem Frische-Lutter-Gang bei Bad Lauterberg im Harz in Niedersachsen, in der Grube Wilder Mann bei Müsen, den Gruben Eiserner Union und Alte Buntekuh bei Siegen sowie Molitor bei Wenden in Nordrhein-Westfalen, der Grube Friedrichssegen und anderen Bergwerken in Rheinland-Pfalz, im Stollen Nahtenkeller der Blauwald-Gruben bei St. Barbara (Wallerfangen) im Saarland, mehrere Gruben und Stollen im Erzgebirgskreis in Sachsen sowie am Bergmannskopf bei Gräfenroda, am Neidhammel/Roter Berg bei Kamsdorf und bei Glücksbrunn in Thüringen gefunden werden.
In Österreich fand sich das Mineral unter anderem im Bergbaurevier Neufinkenstein-Grabanz am Mallestiger Mittagskogel in Kärnten, an mehreren Gruben und Stollen am Schwarzleograben bei Hütten in der Gemeinde Leogang in Salzburg, am Silberberg bei Reith im Alpbachtal und am Kaiserbründl bei Wildschönau im Bezirk Kufstein, bei Flirsch im Bezirk Landeck, bei Schlitters und Strass im Zillertal im Bezirk Schwaz in Tirol sowie auf der Vilifau Alp im Rellstal in Vorarlberg.
In der Schweiz kennt man Strashimirit nur von der Mürtschenalp und dem Hochmättli im Kanton Glarus, einer Schlackenfundstelle bei Breno TI im Kanton Tessin sowie aus Champsec, Isérables, Granges VS und dem Binntal im Kanton Wallis.
Weitere Fundorte liegen unter anderem in Chile, Frankreich, Griechenland, Irland, Italien, Kanada, Marokko, Polen, Portugal, Russland, der Slowakei, Spanien, Tschechien, Ungarn, im Vereinigten Königreich (England) und den Vereinigten Staaten von Amerika (Kalifornien, Montana, Nevada, Utah).